# Stora Smedbergstjärnen
Stora Smedbergstjärnen är en sjö i Ljusnarsbergs kommun i Västmanland och ingår i Norrströms huvudavrinningsområde.